# Chiesa di Santa Maria Maggiore (Maratea)
La chiesa di Santa Maria Maggiore altrimenti detta dell'Assunta è un edificio di culto sito nel centro storico di Maratea, di cui è la chiesa parrocchiale, in provincia di Potenza. 
Il caratteristico aspetto della chiesa, che si staglia tra le case nella parte alta del Borgo di Maratea, unito al valore artistico delle sue opere, hanno portato la sopraintendenza della regione Basilicata a porla sotto tutela come bene architettonico con decreto ministeriale datato 7 luglio 1984.

## Storia
Una lapide posta all'interno ricorda che la chiesa fu costruita nel 1505 per opera di tale Mercurio Greco.
Alcuni lavori di restauro hanno dimostrato che l'attuale chiesa è stata costruita sui resti, datati al XII-XIV secolo, di una chiesetta più antica, dedicata anch'essa a Santa Maria.
La primitiva chiesa era stata elevata a parrocchia nel 1434, emancipandosi dalla giurisdizione ecclesiastica di San Biagio al Castello.
Nel 1585 il parroco della chiesa fu coinvolto in un complesso contenzioso ecclesiastico con il prelato della chiesa dell'Annunziata, che era stato innalzato anch'egli a ruolo di parroco di una parrocchia separata. Il contenzioso fu risolto nel 1589, con l'intervento delle autorità vescovili.
Nel XVIII secolo l'interno della chiesa fu abbellito con stucchi in stile barocco e ampliato con l'aggiunta del corpo di una torre, donata dai signori Santoro De Vescis, che attualmente ne costituisce il presbiterio.
La chiesa fu gravemente danneggiata dai terremoti del 2 gennaio 1831, che causò il crollo di un muro e del campanile, poi ricostruito nel 1885, e da quello del 16 dicembre 1857, che spiombò un muro portante.

## Architettura ed Arte

### Esterno

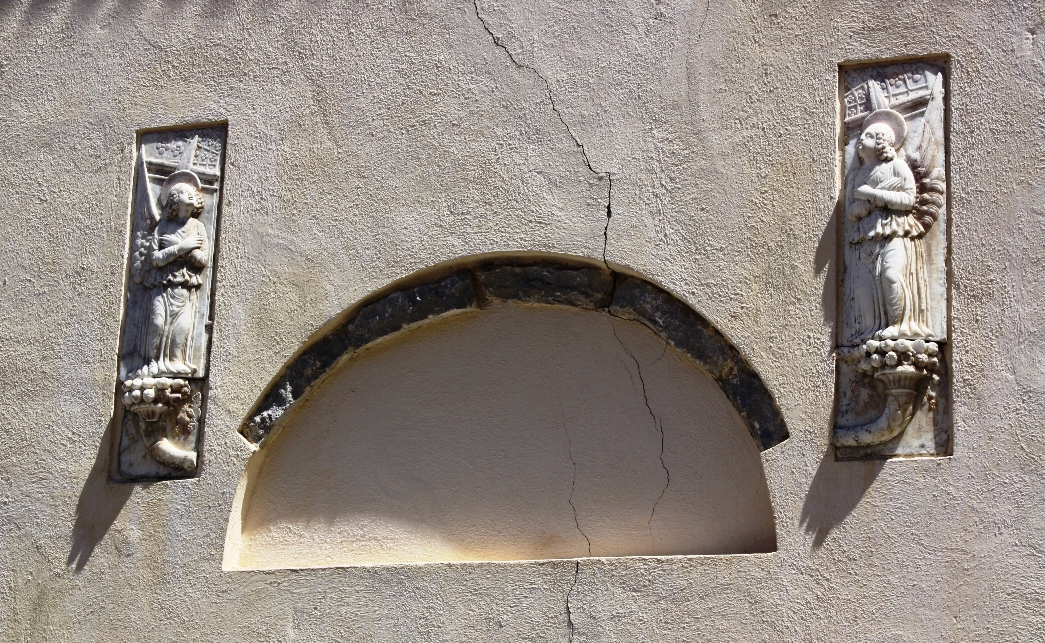
Gli angeli oranti in marmo sul fianco della chiesa.

La chiesa romanica non presenta una vera e propria facciata, ma espone un fianco su una piazzetta triangolare. Questo fianco presenta un portale barocco, in stucco, e, poco distanti, due angeli oranti in marmo, datati al XVI secolo.
Il grande campanile romanico è sorretto da un basamento quadrato, in stile romanico, su cui si erge la struttura ottagonale che termina con una cupola cuspidale.

### Interno
L'interno della chiesa era anticamente ricoperto di antichi affreschi, di cui sono state rinvenute delle tracce nei molti lavori di restauro. Oggi la chiesa si presenta con un rivestimento interno in stucco, decorato in stile barocco, che ospita molti altari marmorei policromi.
Le principali opere d'arte conservate nella navata della chiesa sono:
- l'Immacolata, un pregevole dipinto ad olio su tavola, realizzato dal pittore mesagnese Lucantonio Paciolla, che rappresenta la Vergine attorniata da uno stuolo d'angeli, datato 1690;
- una Trinità, dipinto ad olio firmato da Francesco Oliva nel 1760;
- l'Adorazione della Natività, opera del primo settecento che rappresenta due santi non meglio identificabili in adorazione della Sacra Famiglia;
- l'Ecce Homo, statua in legno di importante valore artistico datato al XVIII secolo.

Nel presbiterio, oltre alla bella cantoria del coro, in legno intagliato a mano, terminato da Marco De Sanctis nel 1729; si trovano diverse suppellettili in marmo bianco, datate al XVI secolo, che accompagnano una statuina dell'Assunzione della Vergine, chiamata Madonna degli Angeli, poiché la Vergine appare attorniata da numerosi angioletti.
Secondo tradizione popolare, questa statua sarebbe stata portata nella chiesa dalla più antica chiesa omonima sita al Castello, demolita poi nelle epoche successive.

## L'antica chiesa
Nei lavori di restauro degli anni ottanta del XX secolo hanno portato alla luce i pochi resti rimasti dell'antica chiesa originaria, che occupava parte del sito dell'attuale navata.
Tra i ruderi sono state osservate tracce di rozzi affreschi e parte del catino absidale.
Parte dei resti della chiesa antica sono visibili attraverso una lastra di vetro posta nel pavimento della navata.